# Andøya
Andøya is een Noors eiland en maakt deel uit van Vesterålen. Met een oppervlakte van 489 km² is het het op negen na grootste eiland van Noorwegen. Het eiland maakt deel uit van de gemeente Andøy.
In het noorden van het eiland heeft de Koninklijke Noorse luchtmacht een basis waar P-3C Orion-verkenningsvliegtuigen zijn gestationeerd. Hier is ook de Raketlanceerbasis Andøya (Andøya Rakettskytefelt, thans Andøya Spaceport). Het Duitse ruimtevaartbedrijf Rocket Factory Augsburg AG (RFA) wil die basis gebruiken voor lanceringen van de lichte drietrapsdraagraket RFA One voor de lancering van microsatellieten. De nationale toeristenweg Andøya loopt door het gebied.